# Photinia beauverdiana
Photinia beauverdiana är en rosväxtart som beskrevs av Camillo Karl Schneider. Photinia beauverdiana ingår i släktet Photinia och familjen rosväxter. Utöver nominatformen finns också underarten P. b. brevifolia.